# Ordinata (aeronautica)

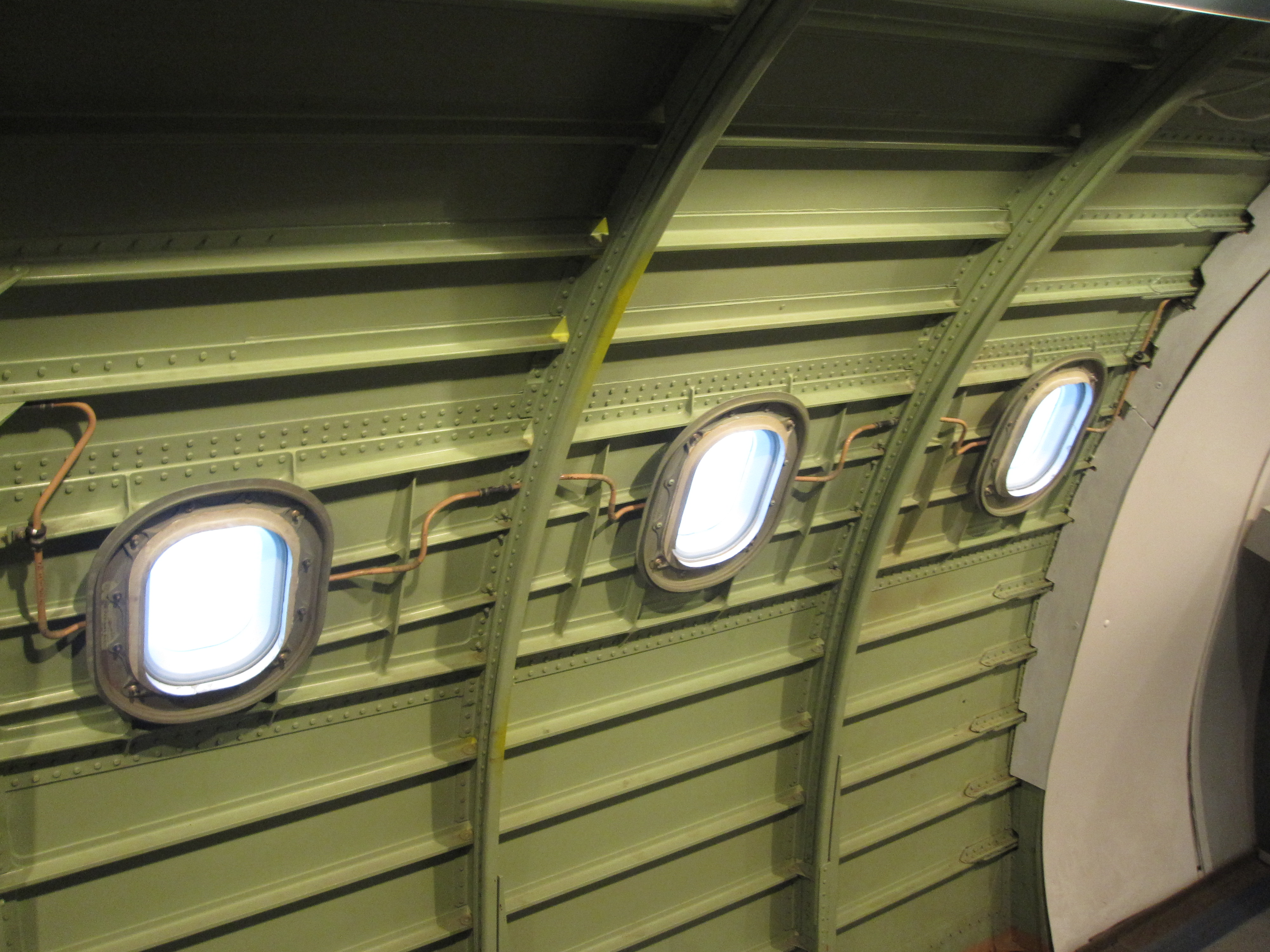
Vista interna della fusoliera di un Concorde. Si riconoscono due ordinate, verticali, che intersecano i correntini, orizzontali

Una ordinata è un componente strutturale trasversale della fusoliera a guscio di un aeromobile. La sua funzione è quella di mantenere la forma della sezione di fusoliera, diminuire la lunghezza dei correntini riducendo l'instabilità a carico di punta e di trasferire, introdurre e ridistribuire i carichi interni ed esterni.

## Tecnica
Le ordinate possono essere divise tra ordinate di forma e ordinate di forza. Le prime sono impiegate per mantenere la forma del rivestimento esterno della fusoliera ed, eventualmente, per distribuire i carichi tra i correntini ed il rivestimento. Le ordinate di forza, invece, sono impiegate per trasferire o distribuire sulla fusoliera carichi concentrati come avviene, ad esempio, nelle zone di collegamento tra ala e fusoliera o tra carrello di atterraggio e fusoliera.